# NGC 4720
NGC 4720 ist eine elliptische Galaxie vom Hubble-Typ E-S0 im Sternbild der Jungfrau, die etwa 63 Millionen Lichtjahre von der Milchstraße entfernt ist.
Sie wurde am 2. Februar 1787 von Wilhelm Herschel mit einem 18,7-Zoll-Spiegelteleskop entdeckt, der sie mit „vF, S, no time to verify“ beschrieb. In den Notizen zu seinem Katalog liest man für eine zweite Beobachtung „Verified in Sweep 709, March 11, 1787, 'vF, vS, lE, easily resolvable, may be only a few vF stars...'“